# Melanitis vamana
Melanitis vamana är en fjärilsart som beskrevs av Moore 1857. Melanitis vamana ingår i släktet Melanitis och familjen praktfjärilar. Inga underarter finns listade i Catalogue of Life.